# خورش‌بر
خورش‌بر، روستایی از توابع بخش بایک شهرستان تربت حیدریه در استان خراسان رضوی ایران است.

## جمعیت
این روستا در دهستان بایک قرار دارد و براساس سرشماری مرکز آمار ایران در سال ۱۳۸۵، جمعیت آن ۳۵۰ نفر (۹۳خانوار) بوده‌است.